# Elezioni regionali in Valle d'Aosta del 1954
Le elezioni regionali in Valle d'Aosta del 1954 si tennero il 16 novembre per il rinnovo del Consiglio regionale.
In questa consultazione elettorale, come in quella precedente, si è votato con un sistema elettorale maggioritario, con "panachage" o voto disgiunto. L'unico correttivo adottato, dopo le critiche dell'opposizione, riguardava la proporzione del numero dei seggi attribuiti: 25 seggi (invece di 28) alla lista vincente e 10 alla seconda.
Per effetto del "panachage" anche una terza lista, quella dell'Union Valdôtaine, ottenne un seggio, dal significato particolare: venne infatti eletta Marie-Céleste Perruchon Chanoux, la vedova di Émile Chanoux, martire della Resistenza.

## Risultati
| Liste                                                                | Voti   | %      | Seggi |
| -------------------------------------------------------------------- | ------ | ------ | ----- |
| Concentrazione Partiti Democratici (DC - PLI - PSDI - indipendenti)  | 22.663 | 40,66% | 25    |
| Unione Democratica Autonomista Valdostana (PCI - PSI - indipendenti) | 16.794 | 30,13% | 9     |
| Union Valdôtaine (UV)                                                | 16.278 | 29,21% | 1     |
| Totale                                                               | 55.735 |        | '35   |
|                                                                      |        |        |       |

Per queste elezioni, svoltesi con il sistema del voto limitato e "panachage", il dato dei voti validi corrisponde ai "voti in testa teorici". Questo dato, desunto dagli archivi dell'Istituto Cattaneo, differisce leggermente da quello riportato nel sito del Consiglio Regionale della Valle d'Aosta.